# أحمد فتحي (ممثل)
أحمد فتحي هو ممثل مصري، إشتهر بالأدوار الكوميدية في الكثير من أفلامه، بدأ حياته الفنية عام 2007، وشارك في العديد من الأفلام، والمسلسلات المصرية.

## عن حياته
ولد في منطقة إمبابة بمحافظة الجيزة في مصر، تخرج من كلية الآداب قسم المسرح بجامعة حلوان، بدأ حياته الفنية في الأعمال المسرحية ومن أهمها يا مسافر وحدك، الشبكة، الإسكافي ملكًا. وشارك في السينما من خلال أفلامه حلاوة روح، بنات العم، سمير أبو النيل، الحرب العالمية الثالثة، سوق الجمعة.

## أعماله

### الأفلام
- 1992: الحب في طابا
- 2007: اثنين على الرصيف
- 2009: عزبة آدم
- 2009: ميكانو
- 2010: الرجل الغامض بسلامته
- 2012: بنات العم
- 2012: 30 فبراير
- 2012: مهمة في فيلم قديم
- 2013: سمير أبو النيل
- 2014: ناشط في حركة عيال
- 2014: حلاوة روح
- 2014: الحرب العالمية الثالثة
- 2014: جوازة ميري
- 2014: حديد
- 2014: الدساس
- 2015: يوم مالوش لازمة
- 2015: كابتن مصر
- 2015: حياتي مبهدلة
- 2015: حارة مزنوقة
- 2016: كلب بلدي
- 2016: عشان خارجين
- 2016: حملة فريزر
- 2016: جحيم في الهند
- 2017: عندما يقع الإنسان في مستنقع أفكاره فينتهي به الأمر إلى المهزلة
- 2017: شنطة حمزة
- 2017: بنك الحظ
- 2018: رغدة متوحشة
- 2018: سوق الجمعة
- 2018: علي بابا
- 2018: الكويسين
- 2018: إطلعولي بره
- 2019: ضغط عالي
- 2019: ساعة رضا
- 2019: الطيب والشرس واللعوب
- 2020: ريما
- 2020: ديدو
- 2020: عفريت ترانزيت
- 2022:مهمة مش مهمة
- 2022: حامل اللقب
- 2022: تسليم أهالي
- 2023: لف وارجع تاني
- 2023: مندوب مبيعات
- 2023: سنة أولى خطف
- 2024: التجربة المكسيكية
- 2024: أسود ملون

### المسلسلات
- 2000: زيزينيا (ج2)
- 2002: فارس العرب
- 2017: راجل وست ستات (ج1)
- 2008: هيمه أيام الضحك والدموع
- 2008: كلمة حق
- 2009: فؤش
- 2009: تامر وشوقية (ج4)
- 2010: الجماعة
- 2010: سنوات الحب والملح
- 2010: السائرون نياما
- 2010: أكتوبر الآخر
- 2011: الزناتي مجاهد
- 2011: تلاتة في واحد
- 2013: الرجل العناب
- 2013: بدون ذكر أسماء
- 2014: صاحب السعادة
- 2014: فيفا أطاطا
- 2014: الكبير أوي 4
- 2015: وش تاني
- 2015: حواري بوخارست
- 2015: حالة عشق
- 2015: الكبير أوي 5
- 2015: أستاذ ورئيس قسم
- 2016: صد رد
- 2017: هربانة منها
- 2017: لمعي القط
- 2017: كابتن أنوش
- 2017: ريح المدام
- 2018: واكلينها والعة
- 2018: كابتن أنوش (ج2)
- 2018: أمر واقع
- 2018: الدولي
- 2019: الواد سيد الشحات
- 2019: شقة فيصل
- 2019: البرنسيسة بيسة
- 2020: واكلينها والعة (ج2)
- 2020: اللعبة
- 2020: اتنين في الصندوق
- 2020: عمر ودياب
- 2020: الحرامي
- 2021: اللعبة 2
- 2021: احسن اب
- 2022:اللعبة 3:اللعب مع الكبار
- 2024: لعبة حب: حكاية أبيض في أسود
- 2025  صلاح وفاتي

• 2025 : صلاح وفاتي (ج3)

### المسلسلات الإذاعية
- 2017: لا سحر ولا شعوذة

### الرسوم المتحركة
- 2017: فولي
- 2020: فولانيا

### المسرحيات
- 2009: السلطان الحائر
- 2010: SMS
- 2015: تياترو مصر الموسم الثالث (الجيل الثاني)
- 2017: صبح صبح
- 2019: 3 أيام في الساحل

### البرامج
- 2016: وش السعد
- 2017: شكشك شو
- 2017: رامز تحت الأرض
- 2019: رامز في الشلال

## وصلات داخلية
- صفحة الممثل علي قاعدة السينما العربية

## روابط خارجية
- أحمد فتحي على موقع IMDb (الإنجليزية)
- أحمد فتحي على موقع قاعدة بيانات الأفلام العربية
- أحمد فتحي على موقع قاعدة بيانات الفيلم (الإنجليزية)
- أحمد فتحي على موقع ليتربوكسد (الإنجليزية)